# (15161) 2000 FQ48
A (15161) 2000 FQ48 egy kisbolygó a Naprendszerben. A LINEAR projekt keretében fedezték fel 2000. március 30-án.